# Partido de Trujillo
El partido de Trujillo (en su época Truxillo) fue el nombre de una de las siete subdivisiones territoriales de la intendencia de Trujillo del Imperio español en el Virreinato del Perú, siendo cabeza de la intendencia. El partido fue sede del gobierno intendente y a su vez el partido contaba de dos alcaldes ordinarios, doce regidores, escribanos y demás subalternos. Al igual que los demás partidos, eclesiásticamente formaba parte de la Diócesis de Trujillo sufragáneo de la Arquidiócesis de Lima.

## Historia
Tras ser suprimidos los corregimientos en 1784 por el rey Carlos III, se crearon las intendencias y los partidos en el Virreinato del Perú. Constituyó uno de los focos más importantes del virreinato peruano, gracias a su alta producción de azúcar, además del valle Chimú (actualmente Moche), el Chimaca (actualmente Chicama) y el Virú, que eran medios de producción agrícola y ganadera a gran escala.
Después de la independencia del mismo y mientras Trujillo era una de las pocas ciudades liberadas del dominio español, el 12 de febrero de 1821 José de San Martín dictó un Reglamento Provisional, disponiendo la creación del departamento de Trujillo y suprimiendo la intendencia como los partidos que lo formaban, volviendo a su ciudad capital, la capital también del nuevo departamento:

1. El territorio que actualmente se halla bajo la protección del ejército libertador, se dividirá en cuatro departamentos, comprehendidos en estos términos: los partidos del Cercado de Trujillo, Lambayeque, Piura, Cajamarca, Huamachuco, Pataz, y Chachapoyas, forman el Departamento de Trujillo con las doctrinas de su dependencia: (...)

2. En cada sección de estas, habrá un presidente de departamento: la residencia de los dos primeros, será en Trujillo, y Tarma; la del tercero en Huaráz, y la del cuarto en Huaura.